# Gualövs socken
Gualövs socken i Skåne ingick i Villands härad och området ingår sedan 1971 i Bromölla kommun och motsvarar från 2016 Gualövs distrikt.
Socknens areal är 19,45 kvadratkilometer varav 14,60 land. År 2000 fanns här 1 003 invånare. En del av tätorten Nymölla samt tätorten Gualöv med sockenkyrkan Gualövs kyrka ligger i socknen.

## Administrativ historik
Socknen har medeltida ursprung. 
Vid kommunreformen 1862 övergick socknens ansvar för de kyrkliga frågorna till Gualövs församling och för de borgerliga frågorna bildades Gualövs landskommun. Landskommunen uppgick 1952 i Ivetofta landskommun som 1967 uppgick i Bromölla köping som 1971 ombildades till Bromölla kommun. Församlingen uppgick 2010 i Ivetofta-Gualövs församling.
1 januari 2016 inrättades distriktet Gualöv, med samma omfattning som församlingen hade 1999/2000.
Socknen har tillhört län, fögderier, tingslag och domsagor enligt vad som beskrivs i artikeln Villands härad. De indelta soldaterna tillhörde Norra skånska infanteriregementet, Livkompaniet och Skånska dragonregementet, Christianstads skvadron, Majorns kompani. 

## Geografi
Gualövs socken ligger öster om Kristianstad med Hanöbukten i sydost och Ivösjön i norr. Socknen är en slättbygd med skogsmark i norr och är en odlingsbygd i övrigt.

## Fornlämningar
Från stenåldern finns boplatser. Från bronsåldern finns gravhögar. Från järnåldern finns flatmarksgravar.

## Namnet
Namnet skrevs 1347 Guthälef och kommer från kyrkbyn. Namnet innehåller mansnamnet Guthi och löv, 'arvegods'.